# Aznavour '83
Albums de Charles Aznavour
A Private Christmas
(1978) You and Me
(1995)
Aznavour '83 est le 12e album studio en anglais de Charles Aznavour. Il sort en 1983.
Cet album a également été édité la même année sous le titre In Times To Be sous étiquette Barclay/UK. Il a aussi été édité en 1983 sous le titre I'll Be There sous l'étiquette Barclay/France.

## Composition
Cet album contient des adaptations anglaises de chansons déjà parues en français.

## Liste des chansons
| 1. | I'll be there (Ça passe)                                     | Charles Aznavour / Georges Garvarentz, Adapt. Herbert Kretzmer | 03:03 |
| 2. | In your room (Dans ta chambre il y a)                        | Charles Aznavour, Adapt. Buddy Kaye                            | 03:06 |
| 3. | Hold back the night (Retiens la nuit)                        | Charles Aznavour / Georges Garvarentz, Adapt. Buddy Kaye       | 03:34 |
| 4. | To be a soldier (Avant la guerre)                            | Charles Aznavour, Adapt. Buddy Kaye                            | 03:09 |
| 5. | I didn't see the time go by (Je n'ai pas vu le temps passer) | Charles Aznavour, Adapt. Herbert Kretzmer                      | 03:31 |

| 6.  | In times to be (Nous nous reverrons un jour ou l'autre) | Jacques Plante / Charles Aznavour, Adapt. Herbert Kretzmer               | 03:38 |
| 7.  | Somewhere out of town (Un été sans toi)                 | Dee Shipman / Charles Aznavour                                           | 03:04 |
| 8.  | We (Dieu)                                               | Jacques Plante / Charles Aznavour, Adapt. Scott French                   | 02:52 |
| 9.  | Daydreaming (Je fantasme)                               | Robert Beauvais - Claude Forestier / Charles Aznavour, Adapt. Buddy Kaye | 02:54 |
| 10. | I act as if (Je fais comme si)                          | Jacques Plante / Charles Aznavour, Adapt. Dee Shipman                    | 03:20 |